# Cheng Miao
Cheng Miao chinois : 程邈 ; pinyin : chéng miăo est un calligraphe chinois de la dynastie Qin, réputé inventeur de l'écriture des clercs, un des principaux styles calligraphiques de l'écriture chinoise.